# Helena Mattsson
Helena Christina Mattsson, född 30 mars 1984 i Stockholm, är en svensk skådespelare som bor och arbetar i Hollywood i USA.

## Biografi
Mattsson växte upp i Stockholm och gick på gymnasiet Södra Latin. Hon spelade tidigt med i Wild Side Story. Mattsson flyttade till London för att gå på teaterskola och redan som 19-åring till Hollywood där hon nu arbetar som skådespelerska. 2007 spelade hon huvudrollen i Hollywood-produktionen Species: The Awakening och samma år fick Mattsson rollen som "Kira" i filmen You and I. Mattsson har även varit med i Primal Screams musikvideo Country Girl 2006. Hon har även en roll i Disney-filmen Surrogates med bland andra Bruce Willis.

## Filmografi

### Filmer
- 2007 – Americanizing Shelley – Skådespelerska #2
- 2007 – Species – The Awakening – Miranda
- 2008 – You and I – Kira
- 2009 – Surrogates – JJ
- 2010 – Iron Man 2 – Rebecca
- 2011 – Guns, Girls and Gambling – Annabel
- 2012 – Seven Psychopaths – Blond kvinna
- 2015 –  Win, Lose or Love- Clara Goodwin

### TV
- Legend of the Seeker - Salindra
- 2008 – 2 1/2 män (i rollen som Ingrid i avsnittet "Damn You, Eggs Benedict")
- Sex, Love & Secrets (avsnitt "Danger", 2005) – Alexis
- CSI: New York (avsnitt "City of the Dolls", 2005) – Lauren Redgrave
- American Men (2006) – Anya
- Kitchen Confidential (avsnitt "An Affair to Remember", 2006) – Vacker blondin
- Cold Case (avsnitt "Cargo", 2007) – Kateryna Yechenko
- Rx (2007) - Jennifer
- Desperate Housewives (avsnitt "Chromolume #7", "My Two Young Men" och "We All Deserve to Die", 2010) - Irina
- Fargo (2014) - Jemma Stalone
- American Horror Story (2015, Avsnitt 1 "Checking in") - Svensk hotellgäst
- Workaholics (avsnitt ”Good Mourning”, 2012)  - Eve